# یوجی تسوکادا
یوجی تسوکادا (انگلیسی: Yuji Tsukada؛ زادهٔ ۲۸ دسامبر ۱۹۵۷) بازیکن فوتبال اهل ژاپن است.